# Diplotoxoides
Diplotoxoides là một chi ruồi trong họ Chloropidae.